# Radiostacja A-7-A

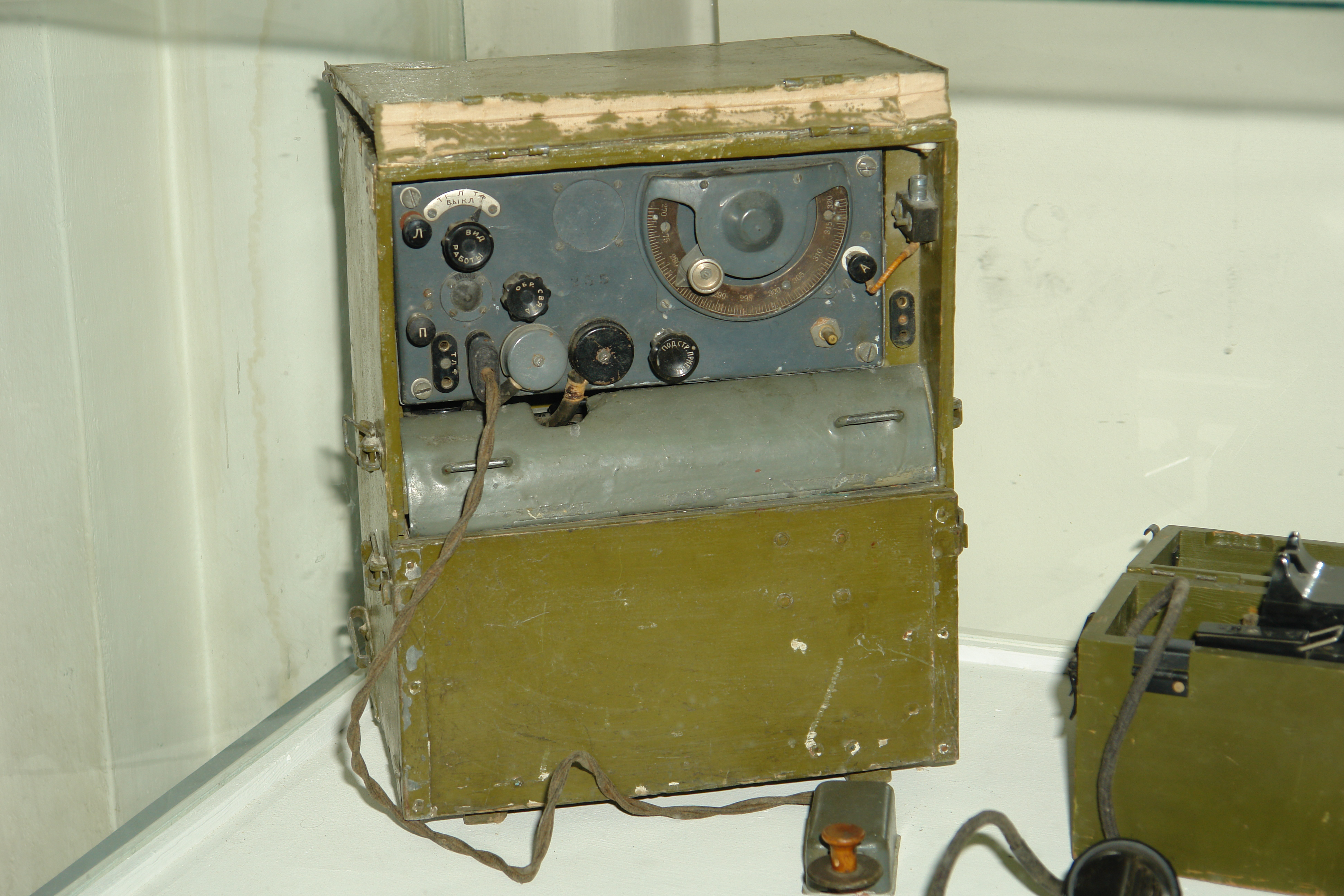
Radiostacja A-7

Radiostacja A-7-a – ultrakrótkofalowa radiostacja nadawczo-odbiorcza z mechanicznym półdupleksem i modulacją częstotliwości stosowana w ludowym Wojsku Polskim.
Radiostacja produkcji ZSRR z roku 1942, typu przenośnego przeznaczona do pracy w sieciach bojowych piechoty i artylerii.
Zakres od 24 do 28 MHz, strojony płynnie, bez podziału na podzakresy. Podziałka częstotliwości co 50 kHz. Maksymalny zasięg około 10 km osiągalny był tylko w warunkach równego i średnio pofałdowanego terenu.
Zasilana z jednego akumulatora 2 NKN-10 i z baterii anodowej BAS-80.
Całkowita masa radiostacji ok. 24 kg.